# Satyapal Chandra
Satyapal Chandra, né le 1er novembre 1987 à Malhari, dans le district de Gaya, au Bihar, en Inde,est un auteur indien d'expression hindi et entrepreneur. Il est fondateur de MagTapp Technologies et de Outlanders Media. Il a écrit des romans de différents genres,.

## Jeunesse et éducation
Il est originaire d'un village isolé, Malhari, situé dans le district de Gaya au Bihar. Il appartient à une très petite famille d'agriculteurs. Il a eu une enfance très difficile, confronté à différents types de problèmes comme la pauvreté et différentes formes de violence.Il a terminé ses études primaires au S S S High School, une école publique située à Pandeypura, Chatra, Jharkhand. Il a terminé ses études secondaires supérieures à Anugrah Memorial College Gaya, au Bihar. Il a terminé ses études en hindi moyen jusqu'à l'enseignement secondaire supérieur. Parmi ses réalisations académiques, mentionnons diverses distinctions et des prix.

## Carrière d'écrivain
Son premier roman « The Most Eligible Bachelor » publié en 2011 par les éditions Mahaveer. Le livre traite du communautarisme, de la lutte des jeunes et de l'esprit d'entreprise. Par la suite, la même année, son deuxième livre « Golden Angel And The Darkness Of Midnight » est publié par Diamond Books. Ce livre est une fiction mystérieuse basée sur l'amitié entre un ange et un humain et il a l'intention de le terminer en plusieurs parties. En 2012, il a publié six romans. « An Innocent Traitor » est un roman policier basé sur la vie mafieuse et la réalité de l'Inde et « Dreams Revenge And Confession » est une fiction pour adultes basée sur une relation illicite. Les deux romans ont été publiés par Pigeon Books India. « My Life Is For You » est une fiction romantique, « Women's Desire » est une fiction basée sur diverses questions de la vie moderne et « For Your Beautiful Dreams » est de nouveau une fiction romantique qui ont tous été publiés par Diamond Books. « A Crazy Careless Life », une fiction basée sur la réalité sociale abjecte et la violence communautaire est publiée par Mahaveer Publishers. En 2013, il a publié son prochain livre « After All You Are My Destiny », une fiction romantique basée sur le voyage fortuit de deux étrangers. Le livre a été publié par Diamond books. Son dixième livre « When Heaven Falls Down » est publié chez Mahaveer Publishers.

## Livres
1. The Most Eligible Bachelor-2011[10]
2. Golden Angel And The Darkness Of Midnight-2011[15]
3. An Innocent Traitor-2012
4. Dreams Revenge And Confession-2012
5. My Life Is For You-2012[11]
6. A Crazy Careless Life-2012[14]
7. Women's Desire-2012[12]
8. For Your Beautiful Dreams-2012[13]
9. After All You Are My Destiny-2013
10. When Heaven Falls Down-2015

## Controverse
La sortie de son dixième roman « When Heaven Falls Down », un roman romantique qui a assez de contenu basé sur la conflagration communautaire, viol par des chefs religieux. La réalité du système de santé indien, la négligence médicale, la prostitution et la corruption dans le système éducatif indien ont suscité une controverse immédiate. Il a été allégué que le contenu de ce livre est plein de langues dures contre les musulmans, montrer la réalité nue de l'Inde où les hindous et les musulmans continuent de se disputer et de se battre les uns contre les autres pour prouver quelle religion est la meilleure. Il a répondu en disant qu'il ne voulait pas projeter de généralisation vers l'ensemble de la religion à travers elle. La seule devise derrière la rédaction de ce livre était de promouvoir l'harmonie communautaire dans la société en diminuant la haine sociale.

## Autres travaux
Il a travaillé sur divers projets créatifs en exécutant différents rôles comme paroliers, scénariste et directeur créatif. En tant que conférencier motivateur, il a participé à de nombreux séminaires organisé par différents collèges et ONG. Il est membre honoraire de nombreuses organisations de défense des droits de l'homme. Il a produit une série web appelée « Le Désir de la Femme ». Il a écrit de nombreux articles sur de nombreux sujets pour divers sites Web.